# Chlorocypha frigida
Chlorocypha frigida là loài chuồn chuồn trong họ Chlorocyphidae. Loài này được Pinhey mô tả khoa học đầu tiên năm 1961.